# Benjamin-Octave Roland-Gosselin
 (avril 2019).
Si vous disposez d'ouvrages ou d'articles de référence ou si vous connaissez des sites web de qualité traitant du thème abordé ici, merci de compléter l'article en donnant les références utiles à sa vérifiabilité et en les liant à la section « Notes et références ».
Pour les articles homonymes, voir Famille Roland-Gosselin, Roland-Gosselin (homonymie), Roland (homonymie) et Gosselin.
Pour d'autres évêques, voir Hervé Gosselin et Goslin.
Benjamin-Octave Roland-Gosselin (17 décembre 1870 à Paris - 22 mai 1952 à Versailles) est un ecclésiastique français, évêque de Versailles de 1931 à 1952 puis archevêque in partibus de Laodicée-en-Syrie (de) en 1952, assistant au trône pontifical.

## Biographie
Issu d'une famille de financiers et d'agents de change parisiens, Benjamin-Octave Roland-Gosselin naît le 17 décembre 1870, en pleine guerre franco-prussienne. Il fait ses études au collège des jésuites où il se lie avec Pierre Rivière, futur évêque de Monaco.
Son père Louis Roland-Gosselin était un des agents de change les plus fameux et plus connus de Paris. Fervent catholique, Louis Roland-Gosselin aida financièrement à l'édification de dix-sept églises à Paris, dont la basilique du Sacré-Cœur, et donna trois enfants à l'Église (dont une religieuse, un prêtre et Benjamin-Octave Roland-Gosselin). Il se verra même remettre le titre, par le Pape Léon XIII, de comte Palatin du Latran, à la suite d'un don important au denier de saint Pierre, titre qu'il déclina.
À 18 ans, Benjamin-Octave exprime le désir d'entrer dans les ordres ; au début son père demande qu'il puisse étudier chez lui au lieu d'aller au séminaire pour des raisons de santé, mais il entre finalement (le 1er octobre 1890) au séminaire d'Issy, où il étudie aux côtés du futur cardinal Jules Saliège.

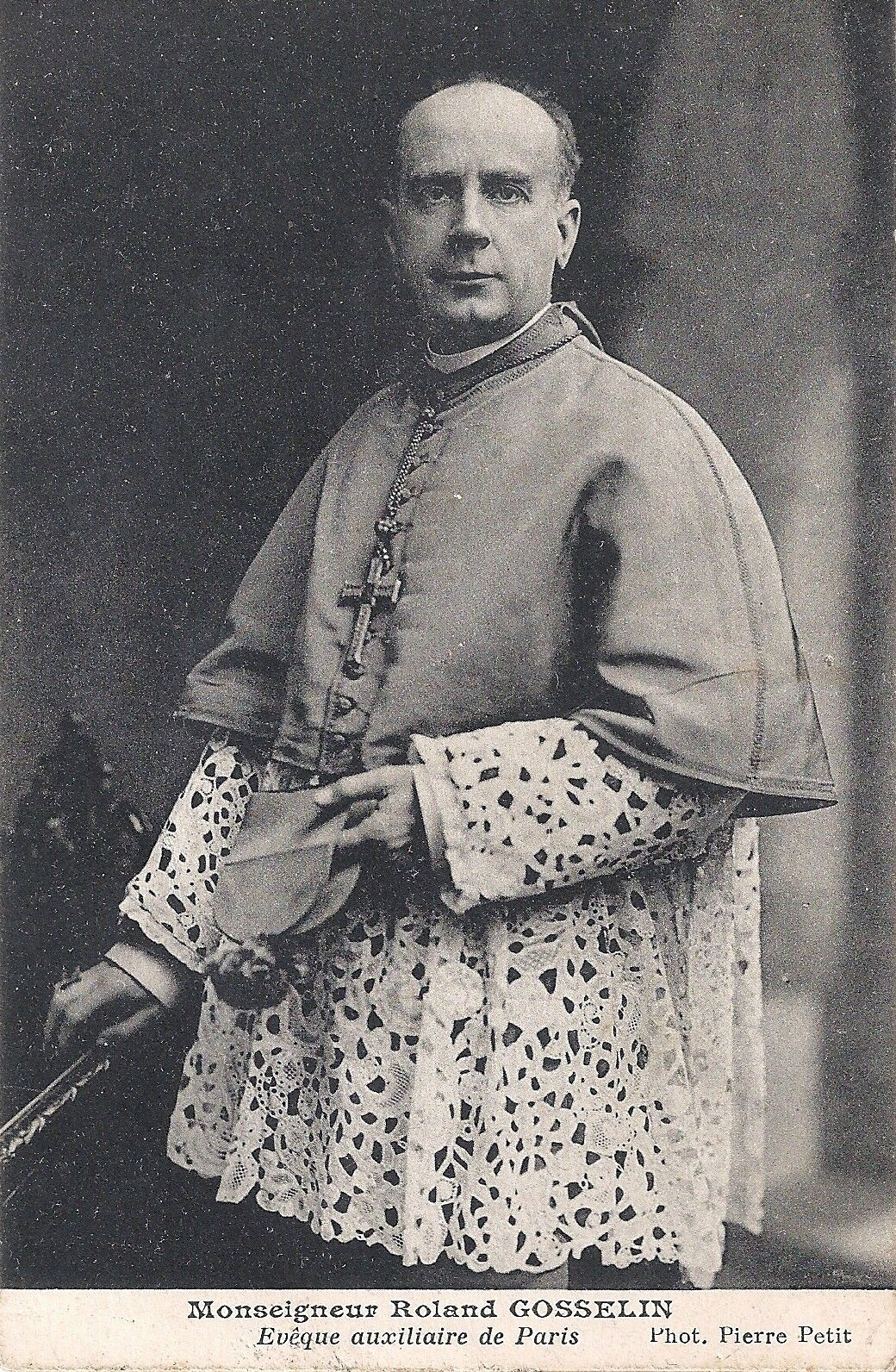
Benjamin-Octave Roland-Gosselin à sa nomination comme évêque auxiliaire de Paris.

Il est ordonné prêtre le 21 décembre 1895 (par Paul-François-Marie de Forges, évêque de Thénarie (de)), et débute sa vie pastorale dans la paroisse Saint-Pierre de Chaillot dont le curé (le Père Chesnelong, futur archevêque de Sens) était un ami de sa famille. Il est par la suite nommé aux œuvres et vocations de l'archevêché de Paris, dont il devient sous-directeur en 1902, fonction qui lui vaut de devenir chanoine. Il acquiert le château de Montsoult, qui servira à l'accueil des écoles libres du diocèse de Paris et à l'organisation de retraites pour le clergé parisien. Le château fut alors acquis, pour 240 000 francs, par Benjamin Roland-Gosselin, alors évêque auxiliaire de Paris. Le liquidateur des congrégations ne l’avait estimé qu’à 120 000 francs. Il rebaptisa la bâtisse « villa Béthanie ». Son beau-frère et sa sœur, monsieur et madame Masquelier, possédaient l’autre château de Montsoult, la villa des Peupliers.
Pendant la Première Guerre mondiale, il sert en qualité d'aumônier militaire dans la Marine. Les services qu'il y rend lui valent d'être cité et fait chevalier de la Légion d'honneur.
Dès la fin de la guerre et sur demande au pape Benoît XV du cardinal Amette (archevêque de Paris), il est nommé (lors du consistoire du 3 juillet 1919) évêque in partibus de Mosynople (de) et évêque-auxiliaire de Paris. La consécration épiscopale (la cérémonie correspondante) a lieu le 12 août à Notre-Dame de Paris, sous la présidence du cardinal Amette et avec l'assistance de Jean-Victor-Émile Chesnelong (archevêque de Sens) et Charles Gibier (évêque de Versailles), devant le clergé de la capitale, un grand nombre d'évêques et une foule de plus de 4 000 personnes.
Après la mort du cardinal Amette (29 août 1920), il est élu vicaire capitulaire du diocèse de Paris. À ce titre, c'est lui qui a béni le corps du soldat inconnu le 11 novembre 1920 sous l'arc de Triomphe. Puis Louis-Ernest Dubois (alors archevêque de Rouen) succède au cardinal à l’archevêché de Paris, en gardant Benjamin Roland-Gosselin comme auxiliaire. Mais les deux hommes s’entendent rapidement assez mal, et après quelques difficiles années de collaboration, Benjamin Roland-Gosselin devient coadjuteur de Charles Gibier à l’évêché de Versailles, sur demande de ce dernier. L’entente est cette fois excellente, et en 1931 Benjamin Roland-Gosselin succède à son ami et devient lui-même évêque de Versailles.
C'est Benjamin Roland-Gosselin qui, à cette époque, approuva la Pieuse Union des Adoratrices du Cœur Sacré de Jésus et reconnut officiellement les apparitions de Jésus Roi de France et Marie Reine de France.
En 1947, s’estimant trop faible pour gérer son diocèse, il demande au pape Pie XII à en être déchargé, ce qui ne sera accepté qu’au printemps 1952, lorsqu’il est pris d’une maladie l’affaiblissant considérablement. Il est alors nommé archevêque in partibus de Laodicée de Syrie.

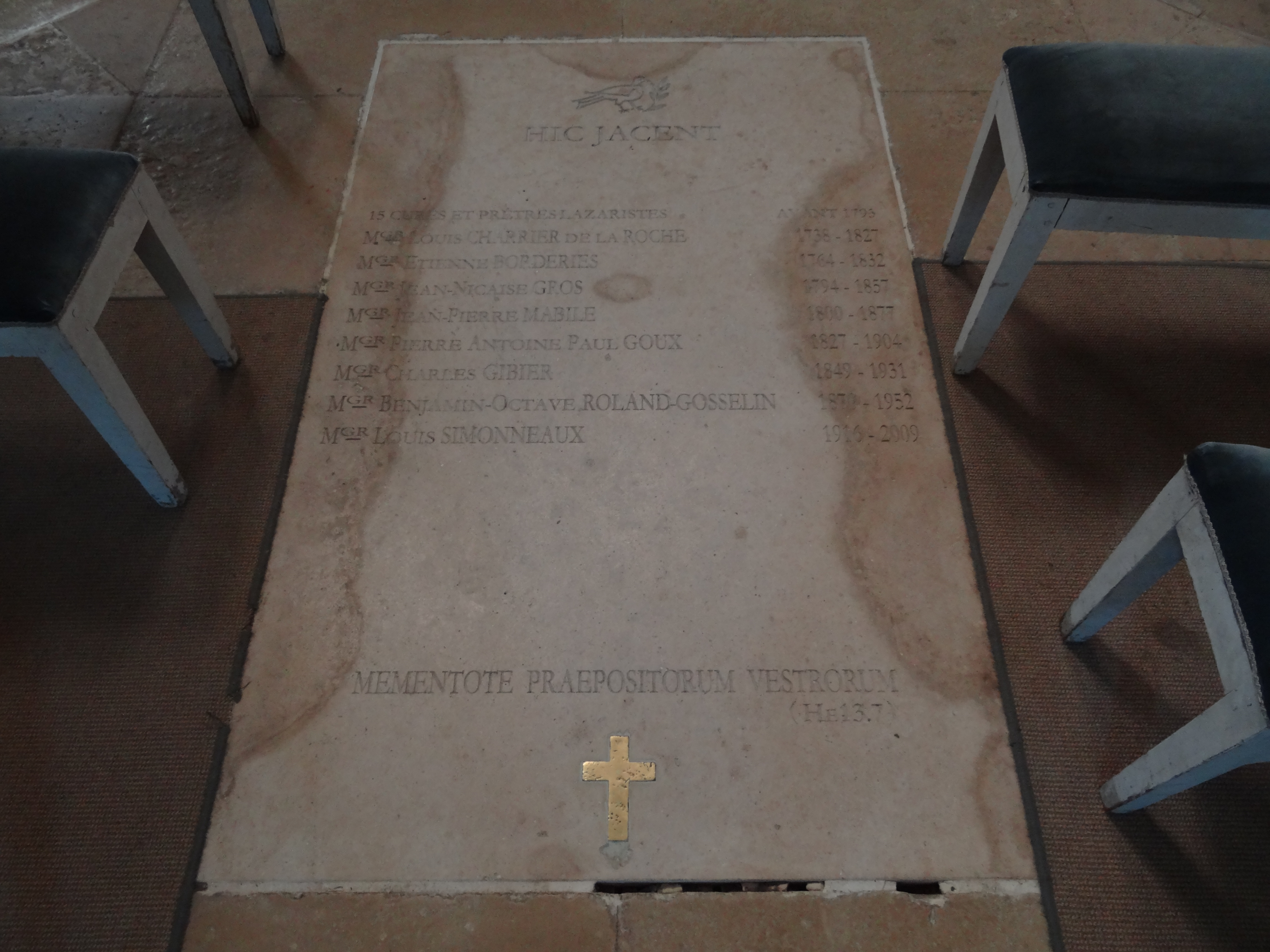
Vue de l'entrée du caveau des évêques de Versailles dans la cathédrale Saint-Louis de Versailles (Yvelines).

Il meurt peu après, le 22 mai 1952, et est inhumé dans le caveau des évêques dans le chœur de la cathédrale de Versailles. Il sera remplacé à l'évêché de Versailles par Alexandre Renard.
Il était le cousin germain du botaniste français Robert Roland-Gosselin.

## Distinction
- Chevalier de la Légion d'honneur (30 octobre 1920)[4]